# Buenavista (kommun i Mexiko, Michoacán de Ocampo, lat 19,19, long -102,58)
Buenavista är en kommun i Mexiko.   Den ligger i delstaten Michoacán de Ocampo, i den södra delen av landet, 400 km väster om huvudstaden Mexico City. Antalet invånare är 42 234. Arean är 922 kvadratkilometer.
Terrängen i Buenavista är varierad.
Följande samhällen finns i Buenavista:
- Felipe Carrillo Puerto
- Buena Vista Tomatlán
- Santa Ana Amatlán
- Punta del Agua
- Vicente Guerrero
- Buenavistilla
- Razo del Órgano
- La Huina
- El Chamizal
- Eréndira
- El Limón de la Luna
- El Nopal
- La Cuchilla
- Loma Bonita
- El Tescalame
- La Angostura
- Cerrito Colorado
- Las Paredes del Ahogado
- San Isidro